# Galunggung
De Galunggung is een actieve stratovulkaan op Java, Indonesië, met een hoogte van 2168 meter.

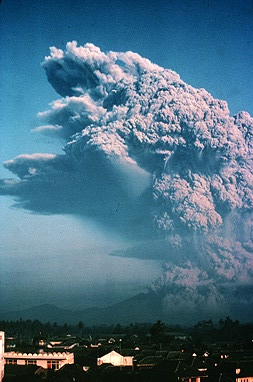
Tijdens de uitbarsting van de Galunggung in 1982 kwamen twee Boeing 747's in nood door rondzwevend vulkanisch as. De rookpluim op deze foto, tijdens de uitbarsting in augustus 1982, reikt tot ca. 24 km hoogte.

## Uitbarstingen
- De laatste zware uitbarsting vond plaats in 1982, had een Vulkanische-explosiviteitsindex (VEI) van 4 en eiste 35 slachtoffers. De uitbarsting bracht op een genadeloze manier het gevaar van vulkanische as naar boven. Twee Boeing 747s raakten, hoewel ze vele tientallen kilometers van de uitbarsting waren verwijderd, zwaar beschadigd door in de lucht zwevend vulkanisch as en werden geconfronteerd met het uitvallen van de motoren. Ze werden daardoor gedwongen een noodlanding te maken op het vliegveld van Jakarta. Hierbij vielen geen slachtoffers.
- Een uitbarsting in 1822 veroorzaakte een 22 km lange modderstroom, eiste ruim 4000 slachtoffers en had een VEI van 5.
- Kleinere uitbarstingen vonden plaats in 1894 en 1984.